# Modersförolämpning
Modersförolämpningar, det vill säga förolämpningar mot den tilltalades mor (ofta på formen "din mamma", "knulla din mamma" eller "(du är) son till en hora") är vanliga i de flesta kulturer. De ingår inte i traditionellt svenskt språkbruk, men har på senare år fått ett visst fäste i svenskan via influenser från andra kulturer. 
Modersförolämpningar handlar om att kränka moderns heder, ofta genom att framställa henne som sexuellt lössläppt enligt hora–madonna-komplexet, men det kan också handla om övervikt, dålig hygien eller andra egenskaper som ger låg social status. Ett exempel är det engelska grova skällsordet "mother-fucker" som antyder incest mellan mor och son, något som enligt antropologen Donald Browns forskningsgenomgång är tabu i de flesta kulturer. I kinesiska finns förolämpningen "Jag är din far!" som antyder en sexuell lössläppthet hos modern.

## Modersförolämpningar i kulturen

### Shakespeare
Akt IV, scen II i Titus Andronicus av William Shakespeare:
Demetrius: "Villain, what hast thou done?"

Aaron: "That which thou canst not undo."

Chiron: "Thou hast undone our mother."

Aaron: "Villain, I have done thy mother."

I tolkning av Carl August Hagberg:

Demetrius: "Vad har du gjort, din skurk?"

Aaron: "Jo, jag har gjort Vad icke du förmår till intet göra."

Chiron: "Min mor du har tillintetgjort."

Aaron: "Du skurk, Jag gjort din mor till viljes."

### Populärkultur

#### Musik
Inom musik förekommer modersförolämpningar bland annat inom hiphop.[källa behövs]

#### TV
Det finns även ett tv-program som bygger på detta uttryck, det heter Yo Momma och har visats på bland annat på MTV.